# Mangan(III)-acetat
Mangan(III)-acetat ist ein Salz des dreiwertigen Mangans, das als mildes und selektives Oxidationsmittel eingesetzt wird. Es zählt zur Stoffgruppe der Acetate mit der Konstitutionsformel Mn(CH3COO)3.

## Gewinnung und Darstellung
Mangan(III)-acetat-Dihydrat lässt sich durch Oxidation von Mangan(II)-acetat, das in Eisessig gelöst und erhitzt wird, gewinnen. Als Oxidationsmittel dient dabei Kaliumpermanganat:
{\displaystyle {\ce {4 Mn(C2H3O2)2 * 4 H2O + KMnO4 + 8 CH3CO2H ->}}}{\displaystyle {\ce {5 Mn(C2H3O2)3 * 2 H2O + CH3CO2K + 10 H2O}}}
Wasserfreies Mangan(III)-acetat kann dagegen durch Reaktion von Mangan(II)-nitrat mit Acetanhydrid erhalten werden:
{\displaystyle {\ce {4 Mn(NO3)2 * 6 H2O + 30 (CH3CO)2O ->}}}{\displaystyle {\ce {4 Mn(CH3CO2)3 + 8 NO2 + O2 + 48 CH3CO2H}}}

## Eigenschaften
Die wasserfreie Form ist, wie analoge Acetate des Eisens und des Chroms, ein über drei Acetatpaare verbrückter, dreikerniger Komplex mit einem zentralen Sauerstoffatom. Sie kristallisiert als lineares Koordinationspolymer, bei dem ein zusätzliches Acetation als Brücke dient. Die freie Koordinationsstelle am dritten Manganatom wird durch ein Essigsäuremolekül abgesättigt. Die Chemikalie ist daher kein einfaches Triacetat und wird durch die oft verwendete einfache Formel „Mn(OAc)3“ nicht richtig wiedergegeben. Die Kristallstruktur der wasserhaltigen Form wurde noch nicht aufgeklärt.

## Verwendung
Mangan(III)-acetat wird verwendet als:
- mildes und selektives Oxidationsmittel,
- als Katalysator für Allyl-Oxidationen zur Erzeugung von Alkenen[5],
- als Reagenz zur oxidativen Erzeugung von Radikalen, zum Beispiel für Cyclisierungen,
- als Ausgangsmaterial für Acetoxylierungsreaktionen